# پرت (فیلم)
«پرت» (انگلیسی: Perth) یک فیلم درام سنگاپوری است که در سال ۲۰۰۴ منتشر شد.